# Jardín Botánico de la Universidad de Los Urales
El Jardín Botánico de la Universidad de Los Urales (en ruso: Уральский государственный университет РАН) es un jardín botánico con unas 8 hectáreas de extensión y unos 4000 metros cuadrados de invernaderos, que se encuentra en Ekaterimburgo, Rusia, y que depende de la Universidad Estatal de Los Urales. Es miembro del BGCI, y presenta trabajos para la Agenda Internacional para la Conservación en los Jardines Botánicos, su código de identificación internacional como institución botánica, así como las siglas de su herbario es SVUR.

## Localización
Se encuentra en Ekaterimburgo, Avenida Lenin n.º 51, 620083, Rusia.
teléfono: (3432) 6l-66-92

## Historia
La Universidad de Los Urales fue fundada en 1920 (así como el Jardín Botánico), por un decreto del consejo de los comisarios de la gente de la república soviética federal socialista rusa en Ekaterimburgo, la ciudad más vieja de la región central de Los Urales que está situada en la frontera entre Europa y Asia.

## Colecciones
Son de destacar las siguientes colecciones :
- Plantas raras y amenazadas de la Flora de los Urales, con 115 especies.
- Colección de plantas expuestas Sistemáticamente con 687 especies.
- Cereales y Legumbres con 120 géneros, y 280 especies.
- El género Amaranthus representado con 22 especies.
- Patatas con 40 variedades y batatas con 10 variedades.
- Plantas de recuperación de suelos con unas 460 especies.
- Colección de Cactus compuesta de 315 especies.

## Actividades
Este jardín botánico presenta unas actividades básicas de investigación, de estudio, y educativas especializadas y del público en general.
Entre sus investigaciones :
- El jardín Botánico lleva a cabo un programa de protección de las plantas raras, amenazadas y exterminadas de los Urales. Las colecciones del jardín botánico contienen 115 especies, que son el 35% de todas las que deben de ser protegidas. Se investigan nuevas maneras de reproducción en cultivo para su desarrollo ecológico y biológico.
- El jardín botánico de la Universidad de Los Urales tiene un banco de semillas y es un miembro del sistema internacional del intercambio de semillas con otros jardines botánicos del mundo. El intercambio implica a 125 jardines botánicos del CIS y de 300 botánicos en 40 países.
- La introducción de plantas herbáceas nuevas de uso industrial versátil. Se tratan de nuevas variedades de cereales y de tréboles. Fisiología de diferentes variedades de patatas, de la fotosíntesis y de la producción de plantas agrícolas.

## Equipamientos
- Departamento de introducción y de selección de plantas con los laboratorios de:
  - Introducción de plantas herbáceas.
  - Introducción y banco de semillas de hierbas perennes.
  - Biología e introducción de especies amenazadas.
- Departamento de fisiología de la planta.
- Invernaderos para los estudios.
- Departamento de plantas de uso en la industria